# داني ويبر
داني ويبر (بالإنجليزية: Danny Webber)‏ (مواليد 28 ديسمبر 1981 في مانشستر - إنجلترا) لاعب كرة قدم إنجليزي يلعب حاليا لصالح نادي الدرجة الممتازة بورتسموث الإنجليزي منذ 2009 في مركز المهاجم .

## روابط خارجية
- داني ويبر على موقع قاعدة بيانات كرة القدم.إي يو (الإنجليزية)
- داني ويبر على موقع Soccerbase.com (لاعب) (الإنجليزية)
- داني ويبر على موقع عالم كرة القدم.نت (الإنجليزية)
- داني ويبر على موقع كووورة